# Сијена Плантејшон (Тексас)
Сијена Плантејшон (енгл. Sienna Plantation) насељено је место без административног статуса у америчкој савезној држави Тексас.

## Демографија
По попису из 2010. године број становника је 13.721, што је 11.825 (623,7%) становника више него 2000. године.
| Група             | 2000.         | 2010.         |
| Белци             | 1.125 (59,3%) | 7.807 (56,9%) |
| Афроамериканци    | 314 (16,6%)   | 2.490 (18,1%) |
| Азијати           | 87 (4,6%)     | 1.512 (11,0%) |
| Хиспаноамериканци | 324 (17,1%)   | 1.665 (12,1%) |
| Укупно            | 1.896         | 13.721        |